# Heliport Nanortalik

i7
i11
i13
Der Heliport Nanortalik (ICAO-Code: BGNN) ist ein Hubschrauberlandeplatz in Nanortalik im südlichen Grönland.

## Lage und Ausstattung
Der Heliport liegt im östlichen Teil der Stadt, liegt auf einer Höhe von 17 Fuß und hat eine asphaltierte kreisrunde Landefläche mit einem Durchmesser von 18 m.

## Fluggesellschaften und Ziele
Der Heliport wird von Air Greenland bedient, welche saisonale regelmäßige Flüge zu den Heliporten Narsarmijit, Tasiusaq, Ammassivik und Alluitsup Paa sowie regelmäßige Flüge zum Heliport Qaqortoq anbietet. Von dort aus kann über den Heliport Narsaq der Flughafen Narsarsuaq erreicht werden.